# Deutscher Fernschachbund
Der Deutsche Fernschachbund e. V. (BdF) ist der nationale Fernschachverband in Deutschland. Er organisiert den verbandsbezogenen Spielbetrieb im deutschen Fernschach und vertritt seine Mitglieder gegenüber dem Weltverband ICCF. Bis 2022 war er der Herausgeber der Fernschachzeitschrift Fernschachpost.

## Spielbetrieb

### Aufstiegsturniere
Die wichtigsten Turniere für Einzelspieler sind die Aufstiegsturniere, die zur Teilnahme an der Endrunde der deutschen Fernschachmeisterschaft berechtigen können. Für folgende Klassen ist eine Auf- und Abstiegsregelung vorgegeben:
- Offene Klasse
- Hauptturnierklasse
- Meisterklasse

In jeder Klasse werden Turniere mit sieben oder mit elf Teilnehmern (Großturnier) veranstaltet.
Platz 1 unterhalb der Meisterklasse berechtigt zum Aufstieg in die nächsthöhere Klasse. Bei einem geteilten ersten Platz steigen beide auf, wenn sie mindestens 75 Prozent der möglichen Punkte erzielt haben. Bei weniger als 75 Prozent erwerben beide Spieler eine Halbqualifikation. Zwei Halbqualifikationen berechtigen auch zum Aufstieg.
Wer weniger als ein Drittel der möglichen Punkte erreicht, muss in die tiefere Klasse absteigen. Gleiches gilt für alle Letztplatzierten in Turnieren, die ab dem 1. Januar 2007 gestartet werden.
Wer sich erstmals zu einem Aufstiegsturnier meldet, startet grundsätzlich in der Eingangsklasse, der Offenen Klasse. Wer besondere Schacherfolge nachweist – etwa Internationaler Meister im Nahschach – kann beantragen, in einer höheren Klasse einzusteigen.

### Deutsche Meisterschaft
Gewinnt man in der Meisterklasse ein Großturnier oder ein Turnier mit sieben Teilnehmern, dann ist man berechtigt, an der Vorrunde zu einer deutschen Meisterschaft teilzunehmen. Außerdem kann man an der Vorrunde teilnehmen, wenn man mindestens eine Fernschach-Wertzahl (FWZ) von 2100, eine ICCF-Elo-Zahl von 2350 hat oder ICCF-Titelträger ist (IM, SIM („Verdienter Internationaler Meister“), GM). Die zwei Bestplatzierten einer Vorrundengruppe sind für eine Endrunde qualifiziert und erhält, analog den früher bestehenden Nationalen Meistertiteln im Nahschach, den Titel Deutscher Meister.
Die bisherigen Gewinner der Meisterschaften sind in der Liste der Deutschen Meister im Fernschach aufgeführt.

### Sonder- und Mannschaftsturniere
Neben den Aufstiegsturnieren bietet der Deutsche Fernschachbund noch weitere Turniere an:
- Allgemeine Turniere – Hier treffen sich Spieler jeder Spielstärke „just for fun“, Auf- und Abstieg ist nicht möglich.
- Thematurniere – Ein oder mehrere Eröffnungszüge sind zwingend vorgeschrieben.
- Pokalturniere
- Gedenkturniere
- Seniorenturniere
- Jugend- und Juniorenturniere
- Damenmeisterschaften
- Pyramidenspiel
- Länderkämpfe gegen andere Nationen
- Turniere mit Engine-Verbot
- Mannschaftsturniere – Hier wurden Mitte der 1990er Jahre mehrere Spielklassen eingeführt, wobei die 1. Fernschach-Bundesliga die höchste Klasse ist
- Turniere und Meisterschaften in Chess960.

### Deutsche Fernschach-Pokalturnier
| #     | Spieljahre | Meister                         | Wohnort              | Ergebnisse  |        |
| ----- | ---------- | ------------------------------- | -------------------- | ----------- | ------ |
| I     | 1951-1953  | Berthold Koch                   | Berlin               | +13, =0, -1 | [ 2 ]  |
| II    | 1953-1956  | Fritz Herrmann                  | Hamburg              | +9, =4, -0  | [ 3 ]  |
| III   | 1956-1959  | Rolf Schlieder                  | Rostock              | +10, =3, -1 | [ 4 ]  |
| IV    | 1958-1961  | Peter von Spreckelsen           | Hamburg              | +8, =2, -1  | [ 5 ]  |
| V     | 1961-1964  | Leo Flatau                      | Kassel               | +6, =3, -0  | [ 6 ]  |
| VI    | 1963-1967  | Hans Ziewitz                    | Kiel                 | +6, =3, -1  | [ 7 ]  |
| VII   | 1967-1971  | Günter Eder                     | Riemerling           | +8, =2, -1  | [ 8 ]  |
| VIII  | 1972-1978  | Hans Palm                       | Frankfurt/M          | +9, =3, -1  | [ 9 ]  |
| IX    | 1976-1981  | Peter Schaaf                    | Dietzenbach          | +5, =5, -0  | [ 10 ] |
| X     | 1979-1984  | Manfred Mudelsee                | Wiesloch             | +8, =3, -1  | [ 11 ] |
| XI    | 1982-1989  | Eckerhard Kolbe                 | Hilden               | +8, =4, -1  | [ 12 ] |
| XII   | 1985-1992  | Michael Schnabel                | Elze                 | +6, =2, -1  | [ 13 ] |
| XIII  | 1989-1995  | Maximilian Voss                 | Erftstadt            | +6, =8, -0  | [ 14 ] |
| XIV   | 1993-1999  | Maximilian Voss                 | Erftstadt            |             |        |
| XV    | 1998-2004  | Gerson Berlinger                | Bad Friedrichshall   |             |        |
| XVI   | 2003-2010  | Georg Windhausen                | Berlin               |             |        |
| XVII  | 2007-2012  | Adrian Schilcher                | Overath              |             |        |
| XVIII | 2010-2016  | Gerhard Beck                    | Erlangen             |             |        |
| XIX   | 2013-2019  | Roland Even                     | Düsseldorf           |             |        |
| XX    | 2020-2021  | Clemens Schmitt                 | Bad Soden-Salmünster |             |        |
| XXI   | 2022-2024  | Carsten Schmitt Clemens Schmitt | Bad Soden-Salmünster |             |        |

### Gedenkturniere
- BdF-25: Eric Arnlind /  Schweden, 1970-1974.[15]
- BdF-40: Dick van Geet /  Niederlande, 1986-1992.[16]
- BdF-50: Knut Herschel /  Deutschland, 1996-2002.[17]
- BdF-60(PM): Uwe Nogga /  Deutschland, 2009-2012.[18]
- BdF-60(EM): Rudolf Helmreich /  Deutschland, 2011-2012.[19]
- BdF-60(SM): Robert Bauer /  Deutschland, 2011-2014.[20]

### Deutsche Jugend Fernschachmeisterschaften
| #       | Spieljahre | Meister                              | Wohnort              | Ergebnisse  |        |
| ------- | ---------- | ------------------------------------ | -------------------- | ----------- | ------ |
| I       | 1950-1952  | Lothar Wagner                        | Leipzig              |             |        |
| II      | 1951-1953  | Leo Schlinder                        | Lastaud              | +11. =3, −1 | [ 21 ] |
| III     | 1954-1956  | Harald Fabricius                     | Heidelberg           | +6, =3, −0  | [ 22 ] |
| IV      | 1956-1958  | Günther Möhring                      | Halle/Saale          | +14, =1, −0 | [ 23 ] |
| V       | 1958-1960  | Werner Seeger                        | Tübingen             | +9, =2, −1  | [ 24 ] |
| VI      | 1960-1962  | Gerhard Lederer                      | München              | +9, =2, −1  | [ 25 ] |
| VII     | 1962-1964  | Georg Pollak                         | Bremen               | +8, =1, −1  | [ 26 ] |
| VIII    | 1964-1967  | Hans-Joachim Plesse                  | Berlin               | +5, =3, −0  | [ 27 ] |
| IX      | 1966-1969  | Gregor Born                          | Münster              | +7, =2, −0  | [ 28 ] |
| X       | 1968-1971  | Hartmut Laue                         | Kiel                 | +11, =0, −0 | [ 29 ] |
| XI      | 1970-1973  | Ossi Weiner                          | München              | +8, =5, −0  | [ 30 ] |
| XII     | 1972-1975  | Harald Dreesbach                     | Ahlen                | +9, =2, −2  | [ 31 ] |
| XIII    | 1973-1976  | Robert Weigel                        | Ebermannstadt        | +9, =5, −0  | [ 32 ] |
| XIV     | 1974-1977  | Robert Weigel                        | Ebermannstadt        | +10, =4, −0 | [ 33 ] |
| XV      | 1975-1978  | Hans Peter Remmler                   | Germersheim          | +12, =3, −0 | [ 34 ] |
| XVI     | 1976-1979  | Gunnar Blaß                          | Berlin               | +8, =3, −1  | [ 35 ] |
| XVII    | 1977-1980  | Jürgen Böhm                          | Dortmund             | +10, =1, −1 | [ 36 ] |
| XVIII   | 1978-1981  | Matthias Kribben                     | Kelkheim             | +9, =2, −0  | [ 37 ] |
| XIX     | 1979-1982  | Klaus Rhein                          | Leichlingen          | +9, =4, −0  | [ 38 ] |
| XX      | 1980-1983  | Reiner Laube                         | Neustadt in Holstein | +10, =3, −0 | [ 39 ] |
| XXI     | 1981-1984  | Oliver Bewersdorff                   | Frankfurt am Main    | +10, =3, −0 | [ 40 ] |
| XXII    | 1982-1986  | Norbert Gallinnis                    | Ennepetal            | +9,=4, −1   | [ 41 ] |
| XXIII   | 1983-1987  | Carsten Kreilingi                    | Kelkheim             | +7, =5, −0  | [ 42 ] |
| XXIV    | 1984-1988  | Peter Meister                        | Hof                  | +9, =3, −0  | [ 43 ] |
| XXV     | 1985-1989  | Thomas Sachse                        | Alsbach-Hähnlein     | +9, =3, −2  | [ 44 ] |
| XXVI    | 1986-1990  | Michael Hoffmann                     | Castrop-Rauxel       | +8 =4, −0   | [ 45 ] |
| XXVII   | 1987-1991  | Jochen Heppekausen                   | Köln                 |             |        |
| XXVIII  | 1988-1992  | Martin Sielaff                       | Wiblingen            | +9, =3, −0  | [ 46 ] |
| XXIX    | 1989-1993  | Jürgen Schmid                        | Esens                | +11, =4, −0 | [ 47 ] |
| XXX     | 1990-1994  | Hans-Elmar Schwing                   | Saarbrücken          | +10, =1, −0 | [ 48 ] |
| XXXI    | 1991-1995  | Thomas Bauland                       | Stadtlohn            |             |        |
| XXXII   | 1992-1994  | Manuel Wilhelm                       | Siegen               |             |        |
| XXXIII  | 1995-1999  | Christian Richter                    | Osnabrück            |             |        |
| XXXIV   | 1996-1999  | Karsten Liesmann Thomas Weisenburger | Bocholt Calw         |             |        |
| XXXV    | 1997-2001  | Daniel Ertl                          | Poppenricht          |             |        |
| XXXVI   | 1998-2002  | Mekki Samraoui                       | Herzogenrath         |             |        |
| XXXVII  | 1999-2003  | Karim Samraoui                       | Herzogenrath         |             |        |
| XXXVIII | 2001-2004  | Hendrik Lohmann                      | Rheinfelden          |             |        |
| XXXIX   | 2002-2004  | Mekki Samraoui                       | Herzogenrath         |             |        |
| XL      | 2002-2007  | Thomas Trella                        | Erkrath              |             |        |
| XLI     | 2007-2009  | Victoria Schweer                     | Westensee            |             |        |
| XLII    | 2010-2011  | Victoria Schweer                     | Westensee            |             |        |
| XLIII   | 2011-2013  | Victoria Schweer                     | Westensee            |             |        |
| XLIV    | 2012-2015  | Atila Gajo Figura                    | Berlin               |             |        |
| XLV     | 2014-2015  | Christoph Tiemann                    | Neuenbürg            |             |        |
| XLVI    | 2015-2017  | Nicolas Meiser                       | Limburg              |             |        |

### Deutsche Junioren Fernschachmeisterschaften
| #     | Spieljahre | Meister             | Wohnort           | Ergebnisse  |        |
| ----- | ---------- | ------------------- | ----------------- | ----------- | ------ |
| I     | 1977-1980  | Günter Stertenbrink | Hilter            | +10, =0, -0 | [ 49 ] |
| II    | 1978-1981  | Manfred Gerlach     | Hamburg           | +10, =2, -0 | [ 50 ] |
| III   | 1979-1982  | Peter Hertel        | Cuxhaven          | +8, =2, -1  | [ 51 ] |
| IV    | 1980-1983  | Stephan Busemann    | Hamburg           | +11, =1, -0 | [ 52 ] |
| V     | 1981-1984  | Martin Kreuzer      | Ihrlerstein       | +8, =3, 0   | [ 53 ] |
| VI    | 1982-1985  | Reinhold Kreutzkamp | Köln              | +7, =5, -0  | [ 54 ] |
| VII   | 1983-1986  | Jürgen Gegner       | Erlangen          | +6, =3, -1  | [ 55 ] |
| VIII  | 1984-1987  | Frank Grimm         | Bergheim          | +7, =3, -2  | [ 56 ] |
| IX    | 1985-1988  | Michael Rümmele     | Zell im Wiesental | +8, =2, -1  | [ 57 ] |
| X     | 1986-1989  | Johannes Steckner   | Hamburg           | +8, =3, -1  | [ 58 ] |
| XI    | 1987-1990  | Maximilian Voss     | Erftstadt         | +6, =6, -0  |        |
| XII   | 1988-1991  | Uli Thiemonds       | Köln              |             |        |
| XIII  | 1989-1992  | Frank Darnstädt     | Leipzig           | +8, =4, -0  | [ 59 ] |
| XIV   | 1990-1993  | Stefan Just         | Köln              | +9, =3, -1  | [ 60 ] |
| XV    | 1991-1994  | Udo Herges          | Hannover          | +6, =4, -0  | [ 61 ] |
| XVI   | 1992-1995  | Ralph Philips       | Hannover          |             |        |
| XVII  | 1993-1996  | Hans-Elmar Sching   | Saarbrücken       | +9, =3, -0  | [ 62 ] |
| XVIII | 1994-1997  | Dominik Becker      | Konz              |             |        |
| XIX   | 1995-1998  | Stephan Bruchmann   | Göttingen         |             |        |
| XX    | 1996-1999  | Ingo Peters         | Gernsheim         |             |        |
| XXI   | 1997-2000  | Christian Richter   | Osnabrück         |             |        |
| XXII  | 1999-2001  | Karsten Liesmann    | Düsseldorf        |             |        |
| XXIII | 2000-2004  | Christian Richter   | Osnabrück         |             |        |
| XXIV  | 2003-2006  | Mekki Samraoui      | Herzogenrath      |             |        |
| XXV   | 2004-2005  | Raphael Kruse       | Enger             |             |        |
| XXVI  | 2006-2009  | Stefan Lehnert      |                   |             |        |
| XXVII | 2009-2010  | Stefan Lehnert      |                   |             |        |

### Internationale Aufstiegsturniere
Eine ähnliche Klassenstruktur bietet der Weltfernschachverband ICCF an. Er veranstaltet Aufstiegsturniere auf Weltebene. Während der Spieler früher zwischen nationalen und internationalen Turnieren wechseln konnte, ist dies nach einer Turnierreform auf internationaler Ebene nicht mehr ohne weiteres möglich. Wer bis zur Reform zum Beispiel beim Deutschen Fernschachbund für die Hauptturnierklasse spielberechtigt war, der durfte auch in der Hauptturnierklasse auf Weltebene antreten – und umgekehrt. Auf Weltebene erfolgt die Zuordnung inzwischen aber nach der Elo-Zahl im Fernschach.
Auf Europaebene sind die Turniere nach der Klassenstruktur durch eine in Runden ausgetragene Europameisterschaft ersetzt worden.

## Geschichte
Die Gründung erfolgte am 25. August 1946 in Frankfurt am Main unter dem Namen Arbeitsgemeinschaft deutscher Fernschachfreunde. Der erste Präsident war Edmund Adam. 1947 trat man dem Weltfernschachbund ICCF (der damals noch IFSB hieß) bei. Im Juli 1951 erschien erstmals nach dem Zweiten Weltkrieg wieder die monatliche Zeitschrift Fernschach, die ab 1992 Fernschach International heißt.
Ab 1952 nennt sich die Organisation Bund deutscher Fernschachfreunde (BdF). Bis 1959 veranstaltete man gesamtdeutsche Turniere, danach spalteten sich die Fernschachspieler der DDR ab. Nach der Wiedervereinigung wurden die DDR-Spieler wieder in den BdF integriert.
Am 1. September 1991 erfolgte abermals eine Umbenennung in Deutscher Fernschachbund (BdF). Am 1. September 2006 trat der Deutsche Fernschachbund dem Deutschen Schachbund bei.
Im Oktober 2007 wurde der Verein in das Vereinsregister des Amtsgerichts Hamburg eingetragen (Registernummer VR 19586). Seitdem trägt er den Namenszusatz „e. V.“.

## Mitglieder
Die höchste Mitgliederzahl erreichte der Deutsche Fernschachbund e. V. 1991 nach der Deutschen Wiedervereinigung mit mehr als 8000. In den Jahren bis 2005 sank die Zahl auf ca. 3000 Mitglieder. Zu den Gründen zählten die Demotivation durch den zunehmenden Computereinsatz bei der Ermittlung von Zügen in den Schachpartien, Konkurrenzveranstaltungen durch andere Vereine und sonstige private Organisationen und besonders auch das Ausbleiben notwendiger eigener Reformen. Nach deren Umsetzung konnte der Mitgliederrückgang verlangsamt, aber nicht gestoppt werden.
Vor Beginn der COVID-19-Pandemie, während der sich die Zahl leicht erholen konnte, lag die Mitgliederzahl bei rund 1600 (im Jahr 2020). Im Anschluss daran setzte sich der Mitgliederrückgang fort (auf rund 1450 Mitglieder nach 2023). Spezielle Turniere, in denen der Einsatz von Computern verboten ist, sollten das Problem der Demotivation durch den Computereinsatz auffangen. Diese wurden von den Mitgliedern jedoch nur wenig angenommen.

## Fernschachserver
Der Deutsche Fernschachbund e. V. betreibt einen eigenen Fernschachserver, den BdF-Schachserver.

## Internationale Erfolge
Der Deutsche Fernschachbund e. V. war besonders bei den Mannschafts-Weltmeisterschaften, im Fernschach als Olympiaden bezeichnet, erfolgreich. Zuletzt wurde das Olympiateam des Deutschen Fernschachbundes e. V. Sieger im Finale der 21. Fernschach-Olympiade.

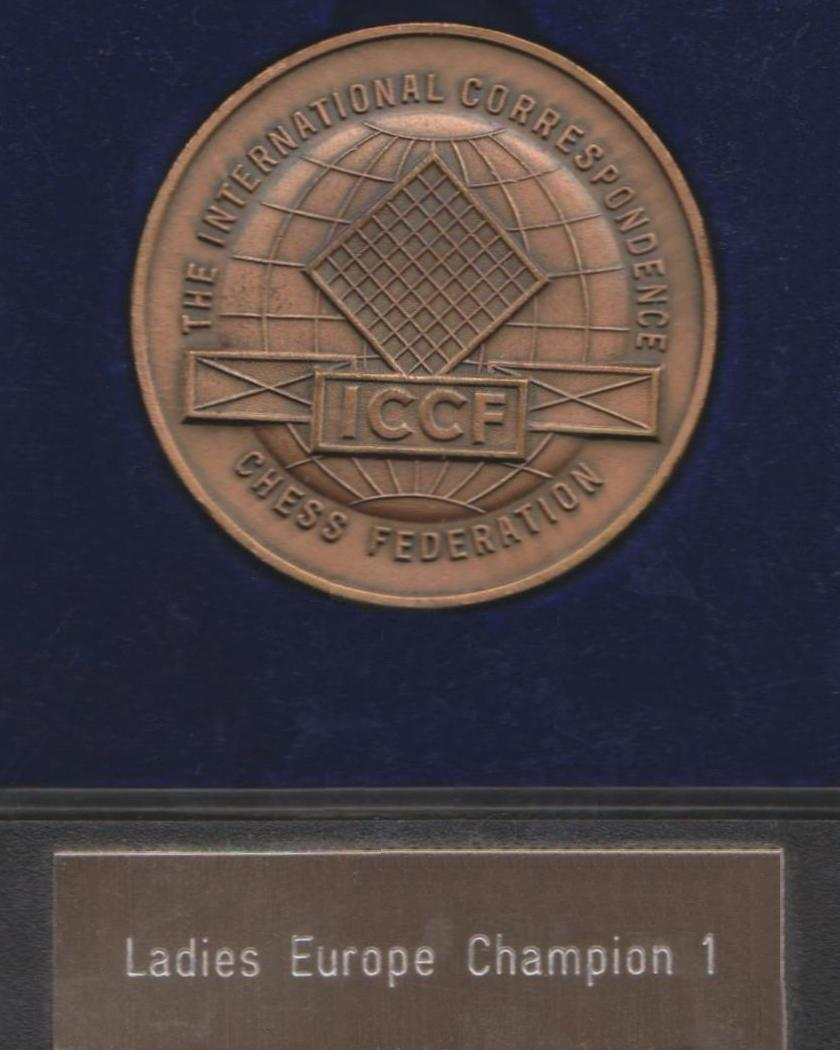
Medaille der ICCF für die Siegerin der 1. Fernschach-Europameisterschaft der Frauen

Nach der legendären 10. Olympiade, in der die DDR 1994 rund vier Jahre nach der Deutschen Wiedervereinigung noch die Bronzemedaille gewann, hat das (dann vereinte) deutsche Olympiateam mit zunächst Achim Soltau und dann Matthias Kribben als Team Captain acht Gold- und drei Silbermedaillen errungen.
- 11. bis 14. Olympiade: jeweils Gold[63][64][65][66]
- 15. und 16. Olympiade: jeweils Silber[67][68]
- 17. und 18. Olympiade: jeweils Gold[69][70]
- 19. Olympiade: Silber[71]
- 20. und 21. Olympiade: jeweils Gold[72][73]

Damit führt der Deutsche Fernschachbund e. V. den ewigen Medaillenspiegel deutlich vor Russland bzw. der Sowjetunion an.
Bei den Olympischen Spielen der Frauen gewann sie folgende Medaillen: einmal Gold (10.), dreimal Silber (1., 5., 6.) und zweimal Bronze (7., 9.)

Bei den Mannschaftseuropa meisterschaften gewann er vier Goldmedaillen (3., 4., 5., 6. und 10.) und zwei Silbermedaillen (1. und 2.).
Horst Rittner, Fritz Baumbach und Ulrich Stephan wurden Weltmeister ICCF. 
 Fritz Baumbach, Wolfgang Rohde, Hans Elwert, Frank Gerhardt, Jürgen Bücker, Thomas Winckelmann, Hans Wunderlich, Matthias Kribben, belegten den zweiten Platz.
Zu Europameistern wurden gekürt: 1.Werner Stern, DDR (1963/65), 3.Erich Thiele, DDR (1965/68), 7.Werner Stern, DDR (1970/74), 12.Klaus Engel (1974/79), 14.Wilfried Sauerman (1975/81), 15.Hans Palm (1976/80), 16.Hans Grünberg, DDR (1976/82), 31.Dieter Mohrlok (1985–1992), 38.Gerhard Binder (1988/95), 39.Günther Schuh (1988/94), 42.Wolfgang Hässler (1990/95), 45.Karl Kraft (1991–1995), 52.Manfred Hafner (1994/98), 54.Jorg Sawatzki und Michael Stettler (1995/99), 56.Werner Hase (1995/99), 63.Klaus Weber (2005/08), 70.Gerd Schowalter (2017/18).
Im Jahr 1998 gewann Juliane Hund mit (+7 =1 −0) die 1. Frauen-Fernschach-Europameisterschaft, welche (Vor- plus Endrunde) mehr als 11 Jahre dauerte.

## Präsidenten

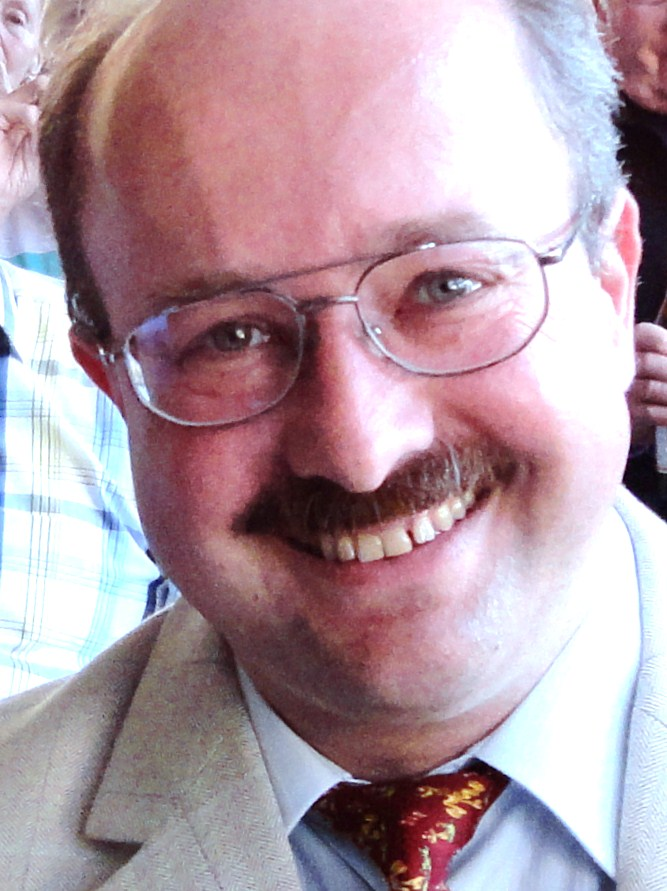
Uwe Staroske, BdF-Präsident 2011–2017, 2020

- 1946–1956: Edmund Adam
- 1956–1989: Hermann Heemsoth
- 1989–1993: Achim Soltau
- 1993–2010: Fritz Baumbach
- 2011–2017: Uwe Staroske
- 2017–2019: Stephan Busemann
- 2020: Uwe Staroske
- seit 2021: Manfred Scheiba